# The Very Best of Gilbert O'Sullivan - A Singer and His Songs
The Very Best of Gilbert O'Sullivan - A Singer and His Songs är ett samlingsalbum med Gilbert O'Sullivan, utgivet den 31 januari 2012.
På englandslistan nådde albumet plats tolv och stannade kvar på listan under fyra veckor.

## Låtlista
Singelplacering i Billboard inom parentes. Placering i England=UK 
1. "Nothing Rhymed" - 3:25 (UK# 8)
2. "Alone Again (Naturally)" - 3:41 (#1, UK# 3)
3. "Clair" - 3:02 (#2, UK #1)
4. "Get Down" - 2:43 (#7, UK #1)
5. "We Will" - 3:58 (UK# 16)
6. "No Matter How I Try" - 3:02 (UK# 5)
7. "Matrimony" - 3:15
8. "Ooh Baby" - 3:45 (#25, UK #18)
9. "Why, Oh Why, Oh Why" - 3:52 (UK #6)
10. "Houdini Said" - 5:24
11. "Happiness Is Me and You" - 3:09 (UK #19)
12. "Ooh-Wakka-Doo-Wakka-Day" - 2:48 (UK# 8)
13. "What's in a Kiss" (gitarrversionen) -	2:37 (UK #19)
14. "A Friend of Mine" - 3:22
15. "Dear Dream" - 3:16
16. "At the Very Mention of Your Name" - 4:53
17. "I Don't Love You (But I Think I Like You)" - 3:12 (UK #14)
18. "Taking a Chance On Love" - 3:26
19. "All They Wanted to Say" - 4:06
20. "That's Love" - 3:03
21. "You Are You" - 3:20
22. "Lost a Friend" - 3:05

Samtliga låtar är skrivna av Gilbert O'Sullivan.